# Карандашев, Василий Егорович

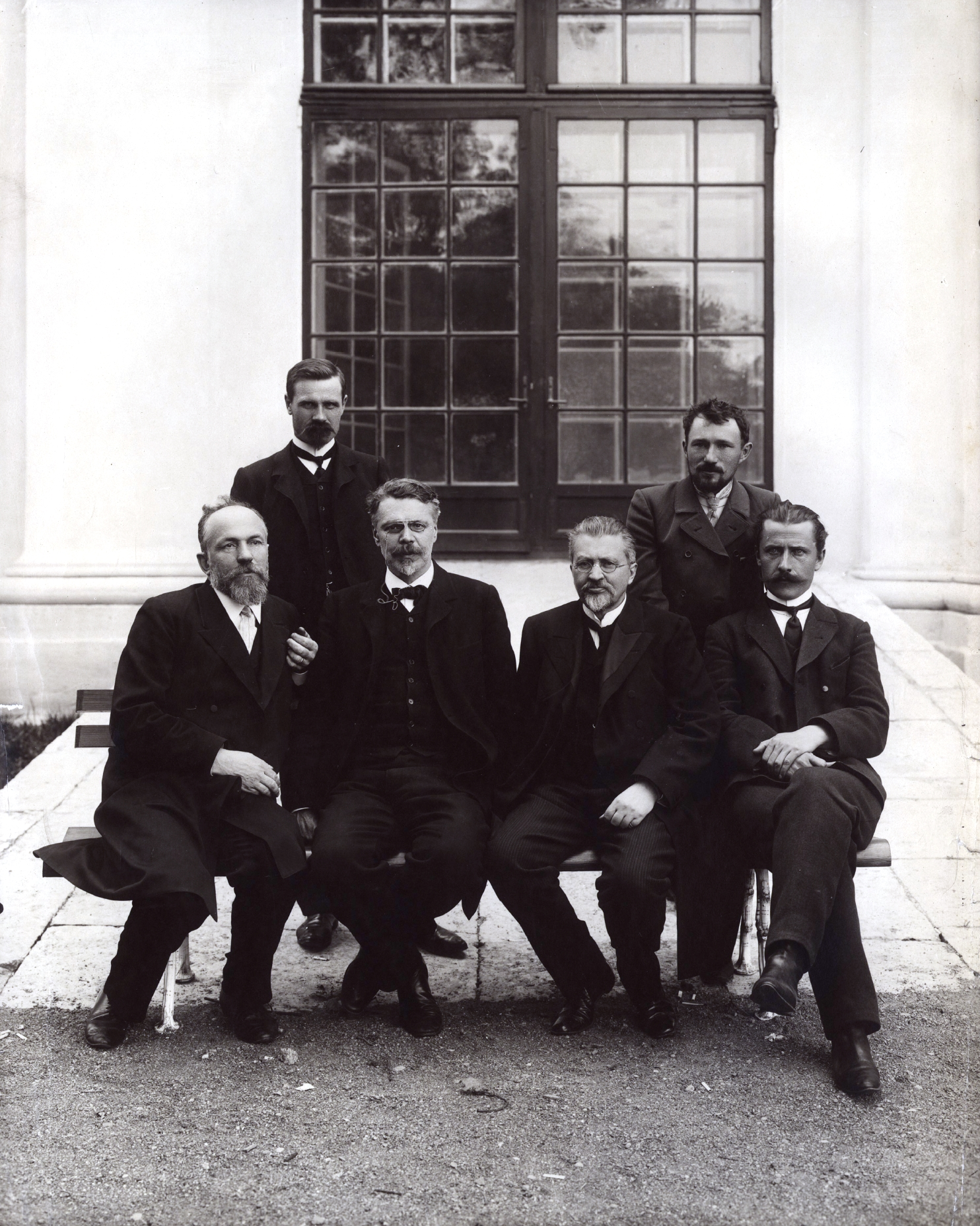
Депутаты I Государственной Думы от Тверской губернии (сидят слева направо) А. С. Медведев, Ф. И. Родичев, И. И. Петрункевич, М. И. Масленников, (стоят слева направо) В. Е. Карандашев, Н. И. Ромашёв

Василий Егорович Карандашев (1874, д. Восцы Никольской волости Новоторжского уезда Тверской губернии — не ранее 1916) — крестьянин, столяр, депутат Государственной думы I созыва от Тверской губернии.

## Биография
Крестьянин деревни Восцы Никольской волости Новоторжского уезда Тверской губернии. Окончил сельскую школу. Занимался земледелием и столярным делом. Получив только низшее образование, занимался много саморазвитием и стал ярким оратором. Принадлежал к кадетской партии.
26 марта 1906 года был избран в Государственную думу I созыва от общего состава выборщиков Тверского губернского избирательного собрания. Входил в Конституционно-демократическую фракцию. Выступил в Думе по вопросу об отсрочке рассмотрения законопроекта «Об отмене смертной казни».
10 июля 1906 года подписал «Выборгское воззвание».
Вернувшись на родину, испытывал трудности при трудоустройстве, как писал Карандашев: «Всегда при поступлении на какую-либо должность, как только узнавалось, что я бывший член Думы, был гоним».
Был осуждён за участие в составлении «Выборгского воззвания» по ст. 129, ч. 1, п. п. 51 и 3 Уголовного Уложения, приговорён к 3 месяцам тюрьмы и лишён права быть избранным.
Дальнейшая судьба, дата и причина смерти неизвестны.